# Rhachisphora malayensis
Rhachisphora malayensis là một loài côn trùng cánh nửa trong họ Aleyrodidae, phân họ Aleyrodinae.
Rhachisphora malayensis được Takahashi miêu tả khoa học đầu tiên năm 1952.